# Time After Time (série de televisão)
Time After Time (Os Passageiros do Tempo (título em Portugal) ) é uma série americana de drama, ficção científica e ação que foi ao ar na ABC de 5 de março a 26 de março de 2017. A série foi criada por Kevin Williamson, e é baseada no romance de mesmo nome. A ABC cancelou a série após emitir 5 episódios. No entanto, Os 12 episódios estão sendo transmitidos na Espanha, e em Portugal está sendo transmitidos pelo AXN.

## Elenco
- Freddie Stroma como H. G. Wells, um autor intelectual do século XIX que inventou a máquina do tempo e viajou até 2017 para capturar John Stevenson.
- Josh Bowman como John Stevenson/Jack o Estripador, um cirurgião de Londres e amigo do Wells que na verdade é um famoso assassino em série, que escapa usando a máquina do tempo de Wells e viaja até 2017.
- Génesis Rodríguez como Jane Walker, assistente do curador do Museu Metropolitano de Nova Iorque.
- Nicole Ari Parker como Vanessa Anders,[7] uma rica filantropa e é a tetraneta do Wells.
- Jennifer Ferrin como Brooke Monroe,[8] uma neuropatologista com um interesse em Stevenson.
- Will Chase como Griffin Monroe, um político envolvido romanticamente com Vanessa Anders, que têm outros planos para máquina do tempo do Wells. Ele é irmão de Brooke Monroe.

## Episódios
| No. na série | No. | Título                  | Diretor(s)          | Escritor(s)                                 | Exibição            | Audiência (milhões) |
| ------------ | --- | ----------------------- | ------------------- | ------------------------------------------- | ------------------- | ------------------- |
| 1            | 1   | "Pilot"                 | Marcos Siega        | Karl Alexander & Steve Hayes Nicholas Meyer | 5 de março de 2017  | 2,54                |
| 2            | 2   | "I Will Catch You"      | Marcos Siega        | Kevin Williamson                            | 5 de março de 2017  | 2,54                |
| 3            | 3   | "Out of Time"           | Steve Shill         | Gabrielle Stanton                           | 12 de março de 2017 | 2,26                |
| 4            | 4   | "Secrets Stolen"        | Tim Andrew          | Karen Wyscarver & Sanford Golden            | 19 de março de 2017 | 1,79                |
| 5            | 5   | "Picture Fades"         | Marcos Siega        | Daniel T. Thomsen                           | 26 de março de 2017 | 1,87                |
| 6            | 6   | "Caught Up in Circles"  | Michael A. Allowitz | Dewayne Jones                               | Não-emitido         | -                   |
| 7            | 7   | "Suitcases of Memories" | Allison Anders      | Kai Yu Wu                                   | Não-emitido         | -                   |
| 8            | 8   | "If You're Lost"        | Marcos Siega        | Brian Millikin                              | Não-emitido         | -                   |
| 9            | 9   | "You Will Find Me"      | por anunciar        | por anunciar                                | Não-emitido         | -                   |
| 10           | 10  | "Turned to Gray"        | por anunciar        | por anunciar                                | Não-emitido         | -                   |
| 11           | 11  | "I Fall Behind"         | por anunciar        | por anunciar                                | Não-emitido         | -                   |
| 12           | 12  | "Skin Deep"             | por anunciar        | por anunciar                                | Não-emitido         | -                   |